# Valenciennellus tripunctulatus
Valenciennellus tripunctulatus är en fiskart som först beskrevs av Esmark, 1871.  Valenciennellus tripunctulatus ingår i släktet Valenciennellus och familjen pärlemorfiskar. Inga underarter finns listade i Catalogue of Life.